# Oettersdorf
Oettersdorf é um município da Alemanha localizado no distrito de Saale-Orla, estado de Turíngia.
Pertence ao Verwaltungsgemeinschaft de Seenplatte.

## Demografia
Evolução da população (31 de dezembro):
| - 1994 - 908 - 1995 - 889 - 1996 - 907 - 1997 - 936 | - 1998 - 940 - 1999 - 936 - 2000 - 934 - 2001 - 919 | - 2002 - 915 - 2003 - 896 - 2004 - 903 |

 Fonte: Thüringer Landesamt für Statistik